# 10107 Kenny
10107 Kenny eller 1992 FW1 är en asteroid i huvudbältet som upptäcktes den 27 mars 1992 av den brittiske astronomen Duncan Steel vid Siding Spring-observatoriet. Den är uppkallad efter upptäckarens far Kenneth Robert Steel.
Asteroiden har en diameter på ungefär 3 kilometer och den tillhör asteroidgruppen Phocaea.